# 倫敦七七爆炸案
2005年7月7日伦敦爆炸案，也被简称为7/7，是指在当日一系列由伊斯兰恐怖分子策划的自杀式袭击，目标是在早高峰期间乘坐伦敦公共交通工具的通勤者。
三名恐怖分子先分别在内伦敦的伦敦地铁列车上迅速引爆三枚自制炸弹。稍后，第四名恐怖分子在塔维斯托克广场的一辆双层巴士上引爆了另一枚炸弹。地铁爆炸发生在靠近奥德门门和埃奇韦尔路的环线，以及靠近罗素广场的皮卡迪利线。
事件共造成56人死亡（包括四名恐怖分子），分别来自18个不同的国家，另有超过700人受伤。英国政府和首相托尼·布莱尔将事件定性为恐怖主义袭击。这是自1988年泛美航空103航班在洛克比附近爆炸以来，英国遭遇的最严重的恐怖袭击事件，也是英国首次遭遇伊斯兰自杀式袭击。
爆炸由装在背包中的简易爆炸装置引发，由高浓度过氧化氢和胡椒粉制成。事件在倫敦獲得2012年夏季奧林匹克運動會主辦權不足一日後發生，同時在蘇格蘭的八國集團首腦會議正在舉行。在事發後，伦敦地铁全部关闭，市中心公车停运，而各机场仍然运作正常。伦敦本地的通訊網路虽然正常運作，但訊號壅塞，限制部分流量。兩星期後的7月21日，又发生了一系列未未遂袭击。而一輛行驶中的26路公车則懷疑遭到槍擊。

## 事件經過

### 7月7日事件

#### 事件經過（倫敦時間）

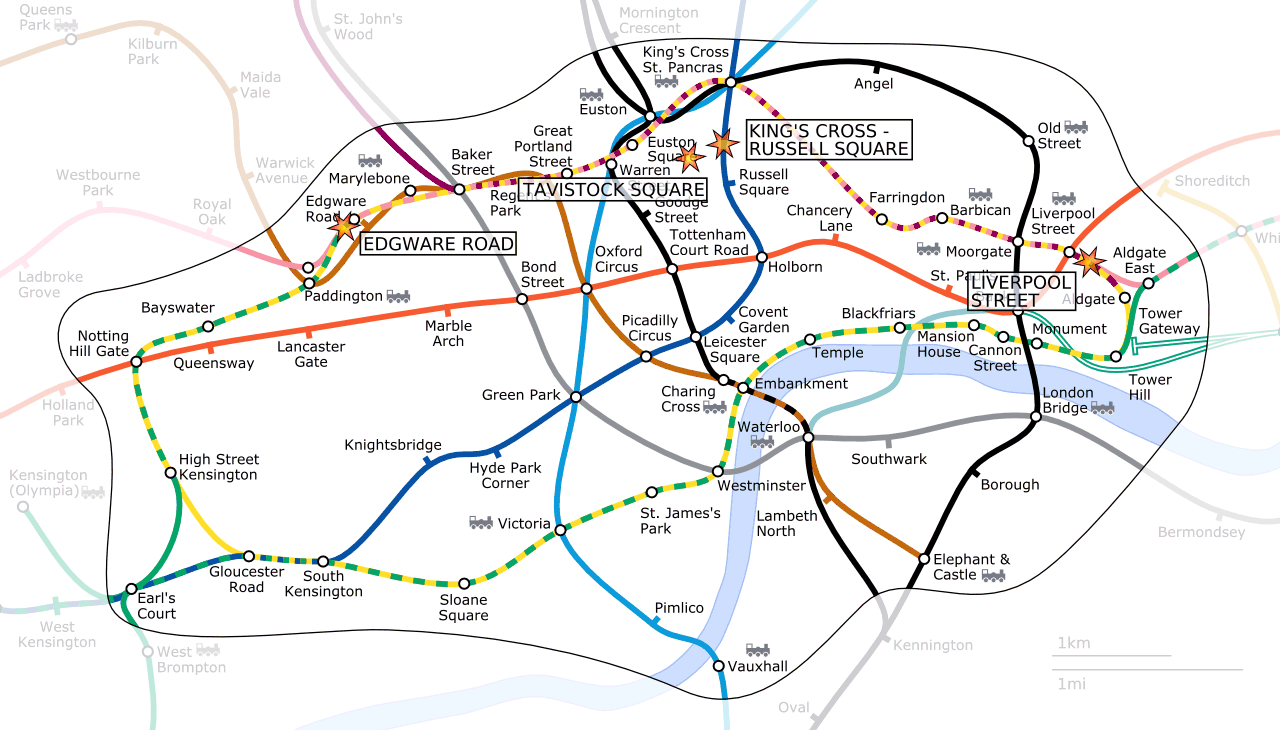
倫敦地鐵爆炸地點示意圖

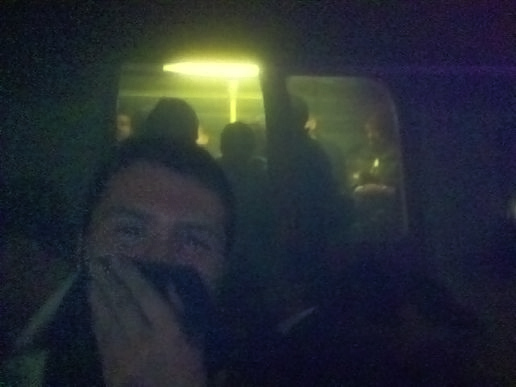
被困在濃煙中的人們

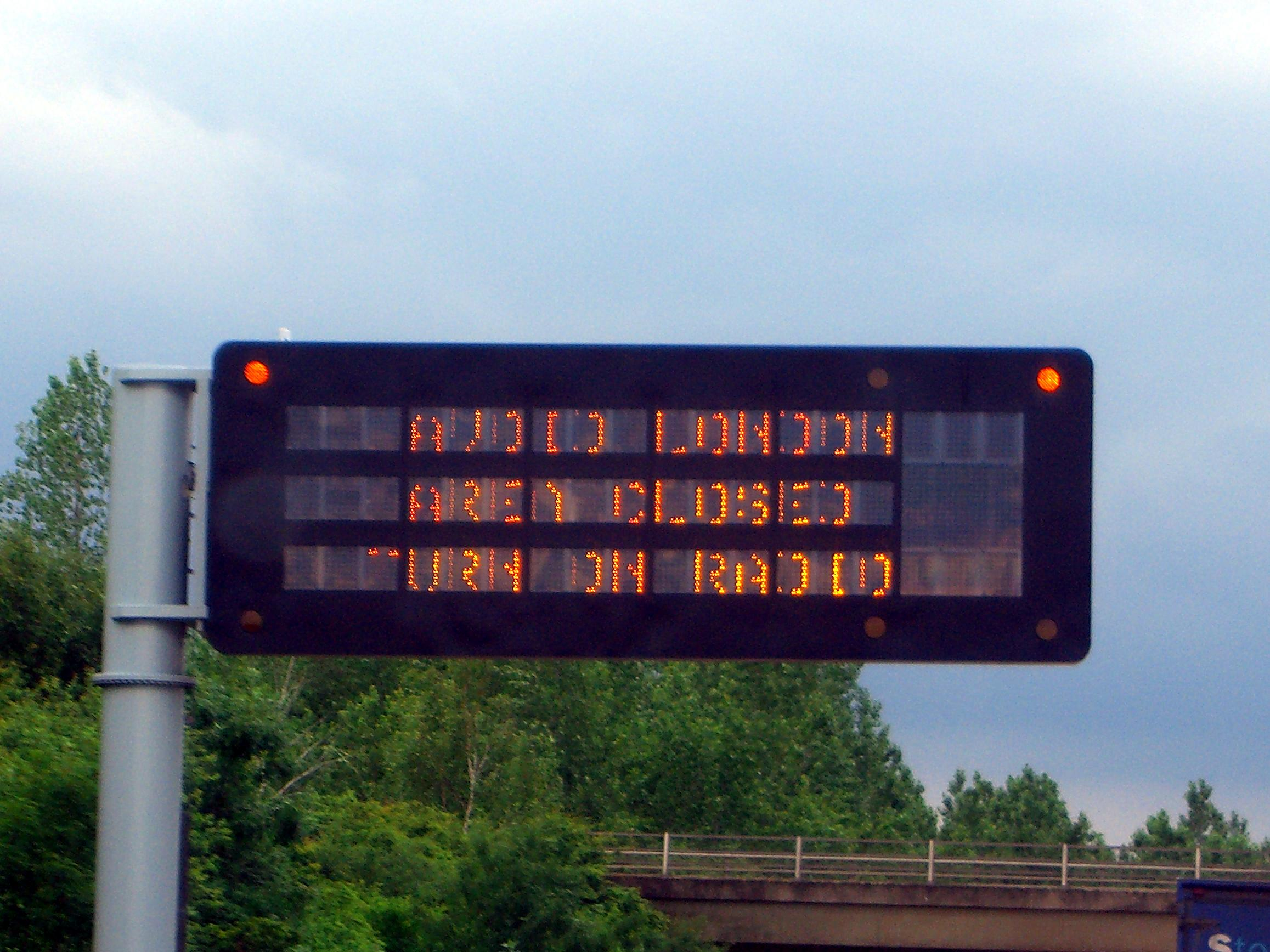
爆炸案發生後，倫敦外環的M25高速公路路況顯示板如是寫道：
AVOID LONDON（繞開倫敦）
AREA CLOSED（區域關閉）
TURN ON RADIO（打開收音機）

- 9時15分，英国鐵路警察称伦敦金融区附近的利物浦街站发生爆炸。
- 9時25分，警方称“有伤者”在伦敦金融区。
- 9時27分，倫敦交通局称伦敦地铁爆炸是因为高压线事故。
- 9時33分，目击者称伦敦地铁在“高压电事故”后停运。
- 9時41分，伦敦北部传来第二宗地铁爆炸案发生的消息。
- 9時47分，一輛由Stagecoach營運的30路巴士發生爆炸，據目擊者透露，當時有人在車上引爆炸彈。
- 9時53分，地铁运营公司宣布伦敦地铁停运。警方宣布，接到爆炸报告的地点有临近利物浦大街地铁终点站的阿爾德門站，伦敦北部的埃奇韋爾路和國王十字聖潘克拉斯站，金融区附近的老街站和伦敦中心临近大英博物馆和伦敦大学亚非学院的羅素廣場站。
- 10時14分，新闻媒体报道一辆巴士在伦敦中部爆炸。
- 10時24分，倫敦警察廳正式承认伦敦发生“连环爆炸”。
- 10時25分，警方确认有巴士爆炸案在羅素廣場附近地区发生。
- 10時33分，警方确认伦敦中部最少发生三次起巴士爆炸案。
- 10時45分，警方怀疑巴士爆炸是由炸弹引起。
- 10時46分，目击者对天空电视台说在塔維斯托克廣場听到两次爆炸。
- 10時46分，警方称在爆炸中有严重人员伤亡，但没有确认死亡数字。
- 10時47分，内政大臣称伦敦爆炸案造成“惨重伤亡”。
- 11時01分，英国時任首相托尼·布莱尔称这次连环袭击事件为恐怖袭击，他将赶回伦敦处理善后事务。
- 17時46分，BBC報導警方表示至少150人重傷。另皇家倫敦醫院接數了208名傷者，其中10人重傷、6人危殆；聖瑪莉醫院接收38人，其中17人重傷、7人危殆；Great Ormond Street醫院接收22人；大學學院醫院接收了約50人；皇家自由醫院有55人求診，多為輕傷；佳氏及聖多馬醫院接收了8位傷者。（页面存档备份，存于）
- 17時58分，倫敦警方表示至少有33人死亡，300人受傷，其中14人重傷。
- 18時23分，BBC報導最新死亡人數为37人，受伤人数为700多人。（页面存档备份，存于）

#### 伤亡
- 据法新社报道，伦敦警方7日称，伦敦当天清晨发生的7起爆炸造成了大量人员伤亡。伦敦6处地铁车站在人流高峰期遭受了爆炸袭击。据初步统计的数字，多起爆炸已造成至少90人死伤，死伤数字可能进一步增加。
- 此前CNN、BBC和ITV均确认在Aldgate地铁站发生的爆炸案造成了两人丧生，近百人受伤。英国媒体报道，单单在Aldgate地铁站就报告有90多人伤亡。此后所有的伦敦医院均进入高度戒备状态。95名伤者被送往伦敦皇家医院救治，其中10人病情危急。而英国政府发言人则称目前已知的死亡人数为大约20人。
- 目前尚无儿童伤亡报告.
- 根據BBC報導（页面存档备份，存于）：
  - 早上8點51分：7人於離地鐵利物浦街站約100碼的列車爆炸中死亡。
  - 早上8點56分:21人於一列在地鐵羅素廣場站及英皇十字站間行駛的列車爆炸中死亡。
  - 早上9點17分:7人於Edgware Road站的列車爆炸中死亡。
  - 早上9點47分:2人於Tavistock Place的一輛巴士爆炸中死亡。
- 根据伦敦警方8日公布的最新数字，系列爆炸事件造成的死亡人数已超过50人。
- 20日死亡人数升至56人。

这起事件是英国本土自1988年洛克比空難以来，单次伤亡最为惨重的一次袭击事件。

#### 原因
- 一个自称是“欧洲圣战组织基地秘密小组”组织宣称对7日在伦敦发生的连环爆炸事件负责。据路透社援引意大利安莎通讯社的报道，这个组织自称为“欧洲基地圣战秘密组织”，其在网站上发布聲明稱這起事件是為報復英國參與對阿富汗及伊拉克的軍事行動。该组织并警告意大利和丹麦从伊拉克和阿富汗撤军，但其真实性尚未确认，但这一论坛上过去发表的声明都是真实的。阿拉伯国家负责监控恐怖主义组织网络的消息人士告诉BBC说，此次爆炸案很可能又是“基地组织的手笔”，因为此次爆炸案与去年发生在西班牙的馬德里三一一連環爆炸案手法非常相似，这同时也暗示了此次事件很可能又是基地组织所为。倫敦警察廳廳長表示，他相信此次连环爆炸案“可能是大型恐怖主义组织发动的袭击”，他同时还暗示说，警方此前有在爆炸发生现场找到爆炸残留物。

欧洲圣战组织基地秘密小组声明原文译文
欢呼吧，伊斯兰国家。欢呼吧，阿拉伯世界。针对支持犹太复国的英国十字军政府的报复到来了，这是回应英国在伊拉克和阿富汗制造的屠杀。英雄的圣战士们在伦敦发动了一次受到祝福的袭击，现在英国从北到南，从东到西，正在敬畏和恐惧中燃烧。

### 7月21日事件
伦敦当地时间7月21日中午13时20分左右发生四次未遂爆炸，其中三起发生在地铁，一起发生在公共汽车上，四条地铁线路被临时关闭。发生爆炸的三个地铁站是奧瓦站（Oval）, 華伦街站（Warren Street）和牧人叢站（Shepherd's Bush）。爆炸发生后，漢默史密斯及城市線、環狀線、维多利亚线及北线暂时关闭。另一起爆炸发生在26路公车上，伦敦公共汽车运营商Stagecoach称，26路公共汽车在伦敦的Hackney发生爆炸，一个车窗被炸毁，但没有造成人员伤亡。英国首相布莱尔当天表示，伦敦三处地铁站和一公车发生的爆炸事故属人为设计，意在惊吓伦敦市民。英国警方在发生爆炸的三列地铁列车和一辆双层公交车上分别发现了一个未引爆的爆炸装置，全部装在帆布背包裏。
7月22日，英国便衣警察在伦敦南部斯托克维尔站（Stockwell Station）車廂內向一名疑人开了八枪，並將该男子擊斃。当天，基地组织欧洲分支阿布·哈夫斯·马斯里旅发表声明称， 他们对伦敦21日的爆炸事件负责，同时还对7月7日的伦敦爆炸案负责。当天，英国伦敦警方公布地铁和公共汽车闭路电视监视录像上的4个嫌疑人图像。英国警方还证实，21日伦敦爆炸事件中未被引爆的炸弹属于自制炸弹。
7月23日，倫敦警方證實在7月22日擊斃的該名男子與爆炸事件無關，並對此表示遺憾。被伦敦警方误杀的男子为27岁巴西人琼·查尔斯·德梅内塞斯，是一名电工，已在伦敦居住了三年多。当天，巴西外交部在一份声明中表示，巴西政府对伦敦警方误杀巴西公民表示震惊和困惑，希望英国当局对此悲剧发生的现场情况作出解释，并称这名巴西公民显然是低级错误的牺牲品。
7月29日，英国天空电视台报道：意大利警方29日下午在罗马逮捕了7月21日伦敦爆炸未遂的第四名嫌疑人，至此，涉嫌此次伦敦爆炸案的4名嫌疑人已全部落网。这四名嫌疑犯分别是：于7月27日在伯明翰一次突袭行动中被捕的企图爆炸华伦地铁站的亚辛·哈桑·奥马尔；于7月29日下午3点在伦敦西部丁诺山北肯新顿地区被捕的企图爆炸26路汽车的穆克塔尔·赛义德·易卜拉欣和企图爆炸华伦地铁站的拉姆齐·穆罕默德；于7月29日下午在罗马郊区一栋公寓内被捕的27岁索马里裔人侯赛因·奥斯曼。
2007年7月10日，英国一家法庭的陪审团裁定赛义德·易卜拉欣、亚辛·奥马尔、侯赛因·奥斯曼和拉姆齐·穆罕默德因试图在伦敦的地铁和公共汽车内引爆爆炸装置而犯有谋杀罪。7月11日，法庭以谋杀和阴谋实施爆炸袭击罪，判处这4名男子终身监禁，没有最少限期和假释。

## 爆炸袭击者

### 自杀式爆炸袭击者
- 穆罕默德·西迪克·汗（Mohammad Sidique Khan）: 30歲，巴基斯坦裔英國公民，疑似是在埃奇韦尔站引爆炸弹的人。
- 沙扎德·坦维尔（Shehzad Tanweer）: 22歲，巴基斯坦裔英国公民。他疑似在阿爾德門站和利物浦街站之间的地铁列车上引爆炸弹。
- 赫尔马因·林赛（Germaine Lindsay）: 19歲，牙买加裔英国公民。他疑似是罗素广场站和國王十字站之间的地铁列车爆炸者。
- 哈西卜·侯赛因（Hasib Hussain）: 18歲，巴基斯坦裔英国公民。他疑似袭击了双层巴士。

## 政府發言與國際反應

### 英國
- 伊麗莎白二世女王對此次“恐怖”的爆炸襲擊深感震驚，向死傷者表達慰問，向所有搶險人員表示敬意。
- 伦敦申奥代表团在新加坡表示，由于伦敦发生爆炸事件，庆祝申奥胜利的活动将暂停。
- 英国政府关闭了整个地铁系统并向伦敦市民发出警告，要求市民尽量不要上街，於倫敦市外的民眾如無必要不要前往倫敦。英国医院系统也进入应急状态。
- 英国時任首相布萊爾在伦敦遭受系列恐怖主义爆炸袭击后发表简短声明，称对在袭击中的遇难者表示哀悼。并谴责野蛮的恐怖主义袭击，表示其不会改变我们的价值观，而我们保护自己的生活方式以及价值观的意志要比恐怖分子更加强烈。

英国首相時任布莱尔演說譯文

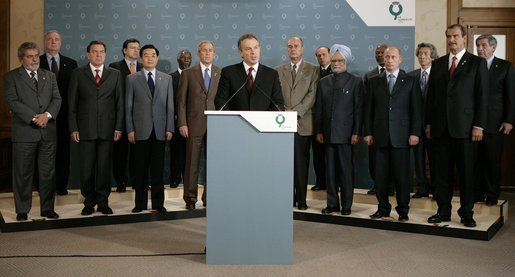
英國時任首相托尼·布莱尔在八國峰會上發表聲明，身后是參加峰會的世界大國領袖，對布萊爾表示支持。

|  | 我正在就今天早些时候发生在伦敦的恐怖事件对你们发表一份简短的声明。我希望你们能够理解，现在我们仍然在努力证实所发生的事情，所以我能够给你们的信息是有限的。但我会尽一切努力告诉你们现在我所知道的情况。很明显，在伦敦发生了一系列恐怖主义袭击，而且出现了伤亡，有些民众遇难，还有人伤势严重。我们的关心受害者及其家属，并为他们祷告。 我将在接下来的几个小时内离开八国峰会赶回伦敦，当面接受正在处理这一事件的警察、紧急救援人员以及内阁大臣们的汇报，并在今晚回到（八国峰会）。 所有参加八国峰会的领导人都愿意在我缺席的情况下继续举行会议，我们将继续正在讨论的问题，并且得出将要得出的结论。与会的每个国家都有遭受恐怖主义的经历。而所有的领导人都决心打败恐怖主义。他们将在晚些时候表明这点。在人们正举行会谈、尝试解决非洲贫困问题以及长期环境气候改变问题的日子里发生这种事情，是非常野蛮的。 这是相当明显的一次恐怖袭击，或者说是一系列恐怖袭击一样，同样它也显然是被策划在八国峰会召开期间实施。稍后还有时间来谈论这个问题。让那些采取恐怖主义的人意识到我们捍卫自己价值观以及我们生活方式的决心，要远比他们试图在世界采取极端主义而造成无辜民众死亡和毁灭的决心更为坚定，这是非常重要的。 无论他们做什么，我们都坚信他们将永远无法毁灭我们在这个国家以及世界上其它所有文明国家所珍视的一切。 谢谢你们。 |

- 据英国媒体报道，英国军方目前已经进入高度戒备状态，随时准备应付下一轮恐怖袭击冲击波。

### 國際聲音
- 欧洲议会议长何塞·博雷利·豐特列斯谴责当天伦敦大眾運輸系统遭到恐怖主义野蛮袭击。
- 法国总理德维尔潘当天宣布，法国将其反恐警报等级升至第二级，即红色。德维尔潘认为，伦敦的爆炸对英国、对欧洲都是悲剧。
- 参加峰会的八大工業國代表皆宣布，伦敦受到攻击，也就是他们所有的国家受到攻击，他们将与英国同仇敌忾。G8在一份声明中说：“这不仅仅是对一个国家的攻击，而是向所有国家，任何一个地方的文明人民的挑衅。”布莱尔宣读了这份声明，其他的八国峰会的领导人也表达将与他站在一起。
- 美國华盛顿的警方已经出动了可以嗅出炸弹的警犬和全副武装的警察，在巴士站和华盛顿地铁进行安全检查。华盛顿交通局的发言人史密斯表示，在得知伦敦发生爆炸后，华盛顿马上采取了行动，严阵以待，防止恐怖分子的袭击。
- 美国总统布什就此次恐怖袭击发表声明，认为反恐战争仍需继续，直到意识形态的仇恨被征服。
- 天主教教宗本笃十六世7月7日谴责当天在伦敦发生的恐怖攻擊事件，认为这种恐怖攻击事件针对全人类的野蛮行径，并表示他将为受害者家属祈祷。
- 北大西洋公约组织秘书长夏侯雅伯周四在布鲁塞尔表示，北约组织对伦敦遭受袭击表示同情，并呼吁国际社会和北约的成员国团结起来，与恐怖主义做斗争。
- 爱尔兰总理伯蒂·埃亨谴责伦敦爆炸事件是社会污点，并表示这种恐怖主义行径不会影响八大工業國的决策。
- 俄罗斯总统普京亦谴责英国伦敦发生的恐怖袭击事件，表示世界各国必须团结一致反击恐怖主义。
- 国际奥委会表示他们相信伦敦发生的连环爆炸与该市申办奥运会无关。国际奥委会发言人吉瑟列说，“那与奥运会毫无关系。”国际奥委会主席罗格已致电英国首相布莱尔，表示他对遇难者的慰问和对英国政府的支持。

## 後續影響

### 经济衝擊

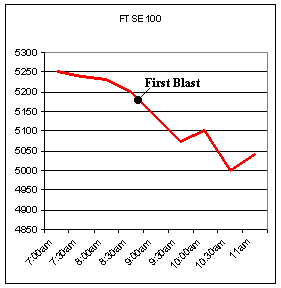
英國富時100指數在爆炸發生後一度跌至接近5000點

- 伦敦股市7日一开盘一度重挫近3%。富时100指数早段曾大跌145点，跌幅达2.8%，其它欧洲股市也受到拖累同聲下挫。
- 伦敦布伦物原油创纪录地下跌到每桶57.71美元，而美国原油价格也下跌至59.60美元。
- 英镑兑各主要货币大幅下跌至19個月以來的最低點，美元受此影响也下滑。欧盟证实发生恐怖袭击，英镑兑美元跌至1.7434，美元兑日圆报111.72，欧元兑美元则报1.1987。
- 此一事件拖累美股期货急挫，标准普尔500指数期货跌17.6点，报1181点，纳斯达克100期货跌29.5点，报1479点，道琼斯指数期货则跌135点，报10135点。

## 調查
2005年7月12日，伦敦警方在新闻发布会上说，有四名爆炸嫌疑犯，其中三人来自西约克郡，可能是自杀式爆炸袭击者。如果这个怀疑属实的话，那将是西欧第一次受到人弹的袭击。（新华网（页面存档备份，存于））
2005年7月14日，英国警方首次公开承认伦敦连环爆炸案是自杀性袭击，同时确认了两名袭击者的身份。伦敦警察厅反恐部门负责人彼得·克拉克说，在阿爾德門站和利物浦街站之间的地铁列车上引爆炸弹的是一名22岁的男子，名叫沙扎德·坦维尔；袭击双层公交巴士的疑犯名叫哈西卜·侯赛因，年仅18岁。两人都是巴基斯坦裔英国公民。
2005年7月16日，伦敦警察厅发表声明，确认另外两名“人弹”嫌犯身份，同时公开了4名嫌犯7月7日早晨聚在一起的画面。在埃奇韦尔站引爆炸弹的人名为穆罕默德·西迪克·汗，30岁。罗素广场站和國王十字站之间的地铁列车爆炸者名字叫赫尔马因·林赛，19岁。
2006年5月11日，爆炸事件的官方调查报告公布。由英国内政部和议会多党派情报安全委员会分别进行的两项调查都表明，尽管英国安全机构军情五处未能提前做出情报警示，但该机构并无怠忽职守。由于资源有限，情报部门无法对恐怖嫌疑人进行监控。 Archive.today的存檔，存档日期2013-04-28

## 裁判結果
2011年7月25日，法官判決被輿論批評刑罰「太輕」，遭到強烈的批評。

## 紀念
- 文化部宣佈，7月8日，英國全國的政府建築物國旗均下半旗致哀。

## 外部連結
- 伦敦发生数次爆炸多人受伤_ BBC中文网（页面存档备份，存于）
- 倫敦連串爆炸目击者描述（页面存档备份，存于）
- 视频汇总：英国伦敦发生连续爆炸（页面存档备份，存于）
- 伦敦再次发生爆炸（页面存档备份，存于）  新浪网专题
- 香港政府新聞網：倫敦爆炸事件（一）（页面存档备份，存于）, 倫敦爆炸事件（二）（页面存档备份，存于）, 入境處就倫敦爆炸收到52宗求助（页面存档备份，存于）, 保安局局長譴責倫敦恐怖襲擊（页面存档备份，存于）, 政府至今沒有收到香港居民在倫敦爆炸事件傷亡報告（页面存档备份，存于）, 倫敦爆炸大部分香港居民求助個案已聯絡上親友（页面存档备份，存于）, 倫敦爆炸全部香港居民求助個案已獲解決（页面存档备份，存于）